# Sonnenbarsche
Die Sonnenbarsche (Centrarchidae; zusammengesetzt aus centr-, centro- [von griech. kentron = Stachel, Sporn, Mittelpunkt] und archos = After aufgrund meist dreier Stachelstrahlen am Vorderende der Afterflosse) sind eine Fischfamilie der Barschverwandten (Percomorphaceae) mit über 35 Arten.
Vertreter der Gattung Elassoma werden teilweise ebenfalls als Sonnenbarsche bezeichnet, gehören aber zur Familie der Zwergschwarzbarsche (Elassomatidae).

## Verbreitung

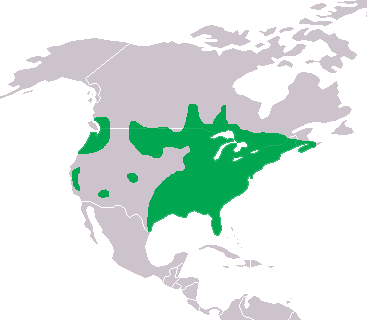
Verbreitungsgebiet in Nordamerika

Das natürliche Verbreitungsgebiet erstreckt sich von Südkanada über die USA: North Dakota, Florida und Große Seen, östlich bis zur Atlantikküste und südlich bis Texas.
Vom Menschen eingeführt wurden Sonnenbarsche, vorwiegend um die Jahrhundertwende, an der Westküste der USA und in vielen Ländern Europas (beispielsweise in Frankreich, Deutschland, Großbritannien, Italien, Österreich, Rumänien, Schweiz und Ungarn).
Speziell in Deutschland wurden sie bisher beispielsweise in folgenden Gewässern vorgefunden: Dahme/Spree, Elbe, Recknitz, Fuhse, Lachte, Aschau, Mosel, Erft, Donau, Altwässer der Oder und des Rheins, Neckar, Teichwirtschaft Peitz, Koberbachtalsperre, mehrere Gewässer im Kreis Zwickau, dem Rosensee im Vogtland, Kiesgrube Großsteinberg, Kiesgrube Luppa, Kiesgrube bei Dresden-Prohlis, dem Garibalditeich in Berlin-Wilhelmsruh. In Süddeutschland (Bereich Worms – Karlsruhe, und am Reifsee in Ingolstadt) ist der Grüne Sonnenbarsch (Lepomis cyanellus) inzwischen weitverbreitet. In Österreich in mehreren Kärntner Seen, beispielsweise im Wörthersee und dem Ossiacher See, wie auch im Burgenland im Neusiedler See oder auch dem Neufeldersee.
Es zeichnet sich eine Tendenz zur Ausbreitung der Arten in den nichtheimischen Gebieten ab, wegen ihrer Kleinwüchsigkeit haben sie bisher aber keine wirtschaftliche Bedeutung erlangt. Eingeführte Arten sind zum Beispiel: Lepomis auritius, Lepomis gibbosus und Enneacanthus obesus.

## Lebensweise
Die meisten Sonnenbarsch-Arten bevorzugen stehende und langsam fließende Binnengewässer, Bäche und klare Teiche mit starker Vegetation. Einige Arten sind auch in Brackwasser vorzufinden, beispielsweise an Flussmündungen.
Die kleineren Arten leben zum Teil im Schwarm, größere sind räuberische Einzelgänger. Die Tiere suchen warme und sonnige Gewässerabschnitte, in denen sie sich meistens im Flachwasserbereich aufhalten.
Nach strengen Wintern in Europa kommen beim Abtauen des Eises insbesondere alte Tiere in größerer Zahl tot zur Oberfläche.
In Kleingewässern, in denen keine einheimischen Barscharten vorkommen, können sich Sonnenbarsche trotz ihrer Kleinwüchsigkeit zu starken Bruträubern entwickeln, richten meist jedoch keinen großen Schäden an.

## Körperbau und Färbung
Die meisten Arten sind hoch und seitlich abgeflacht. Nur die Gattungen Aplites, Pomoxis und Micropterus haben eine mehr gestreckte Form. Weich- und hartstrahliger Teil der Rückenflosse sind normalerweise vereinigt, können jedoch auch durch einen Einschnitt getrennt sein wie bei Micropterus. Ausgewachsen werden die meisten Arten ungefähr 20 bis 30 cm lang, wobei schon von extremen Größen bis zu einem Meter (bei dem Forellenbarsch (Micropterus salmoides)) berichtet wurde. Die Rückenflosse besitzt sechs bis dreizehn Flossenstacheln (meist 10–13), die Afterflosse drei bis neun Stacheln. Die Schwanzflosse ist abgerundet und nur wenig eingeschnitten.
Jüngere Tiere sind vielfach recht prächtig gefärbt, bei fast allen Arten nimmt die Färbung im Alter ab. Die Färbung der Fische ist anpassungsfähig und vom Wohlbefinden abhängig. Die Geschlechter lassen sich meist nicht leicht unterscheiden.
Sonnenbarsche besitzen eine protraktile (vorstülpbare) Prämaxillare (Zwischenkieferbein). In ihren Kiefern stehen bürstenartige Zähne in mehreren Reihen. Auch der Gaumen (Vomer, Palatinum) ist bezahnt, ebenso die Zunge. Im hinteren Rachenbereich sitzen kräftige Schlundzähne. Die Kiemendeckel werden beim Drohen abgespreizt. Ein Augenfleck verstärkt den Droheffekt, da die weiter auseinanderstehenden „Augen“ einen größeren Fisch vortäuschen.
Die Seitenlinie ist bei den meisten Arten vollständig, bei einigen auch unvollständig. Das Seitenliniensystem erstreckt sich bis auf den Unterkiefer und ist auf Angulare und Dentale (Unterkieferknochen) als feine Poren sichtbar. Die Augenkiemendrüse ist klein und liegt versteckt. Die Anzahl der Branchiostegalstrahlen liegt bei sechs oder sieben. Rechte und linke Kiemenmembranen sind voneinander getrennt. Die Anzahl der Wirbel liegt bei 28 bis 33.

## Fortpflanzung
Sonnenbarsche laichen in Mitteleuropa von Mai bis Juli in Gewässern mit sandigem Grund. Das Männchen besetzt zur Fortpflanzung wenige Meter Flachufer als Revier und gräbt mit der Schwanzflosse eine Laichmulde, die es bewacht und vor Artgenossen verteidigt. In dieser Jahreszeit streifen die geschlechtsreifen Weibchen in kleinen Trupps umher und laichbereite Weibchen wählen ein Revier bzw. dessen Inhaber aus. Beim Laichakt ist das Weibchen in der Regel schöner gefärbt. Danach bewacht das Männchen den klebrigen, sandfarbenen, am Boden haftenden Laich bis zum Ende der Entwicklungszeit, die je nach Temperatur ein bis zehn Tage dauert – es bleibt auch danach noch bei den ausgeschlüpften Jungen, bis diese groß genug sind, um ihrer eigenen Wege „schwimmen“ zu können. Die Brut hält sich dann in Ufernähe an dichten Wasserpflanzenbeständen auf, in die sie bei Bedarf flüchtet. Die Jungfische wachsen im Freiland wegen der oft zu niedrigen Temperaturen relativ langsam.

## Innere Systematik

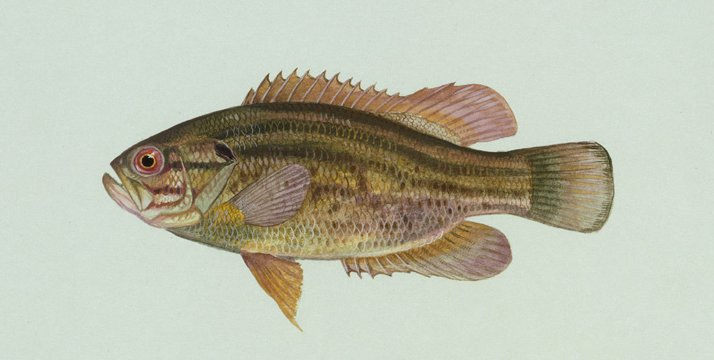
Acantharchus pomotis

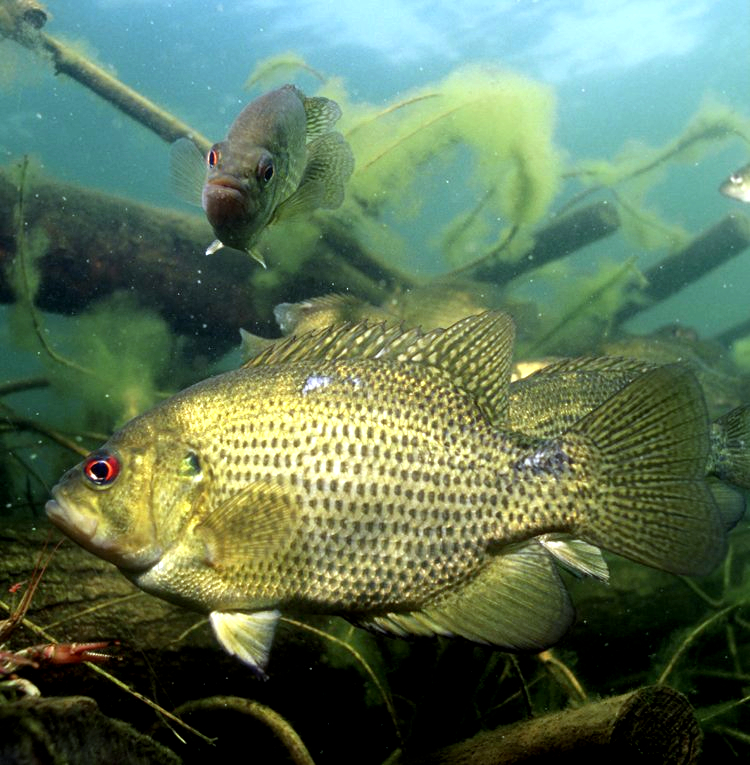
Ambloplites rupestris

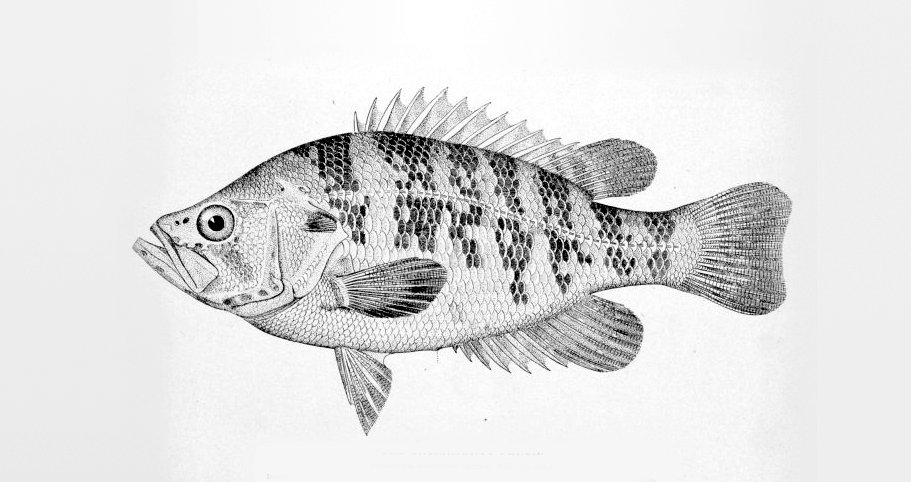
Archoplites interruptus

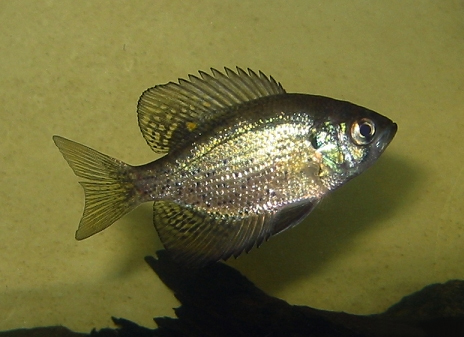
Centrarchus macropterus

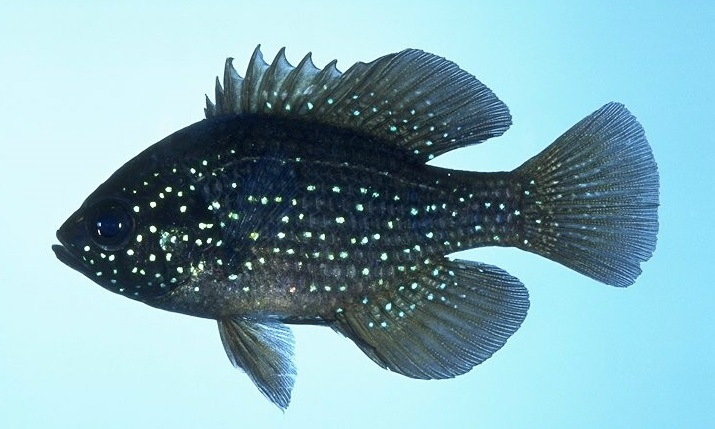
Enneacanthus gloriosus

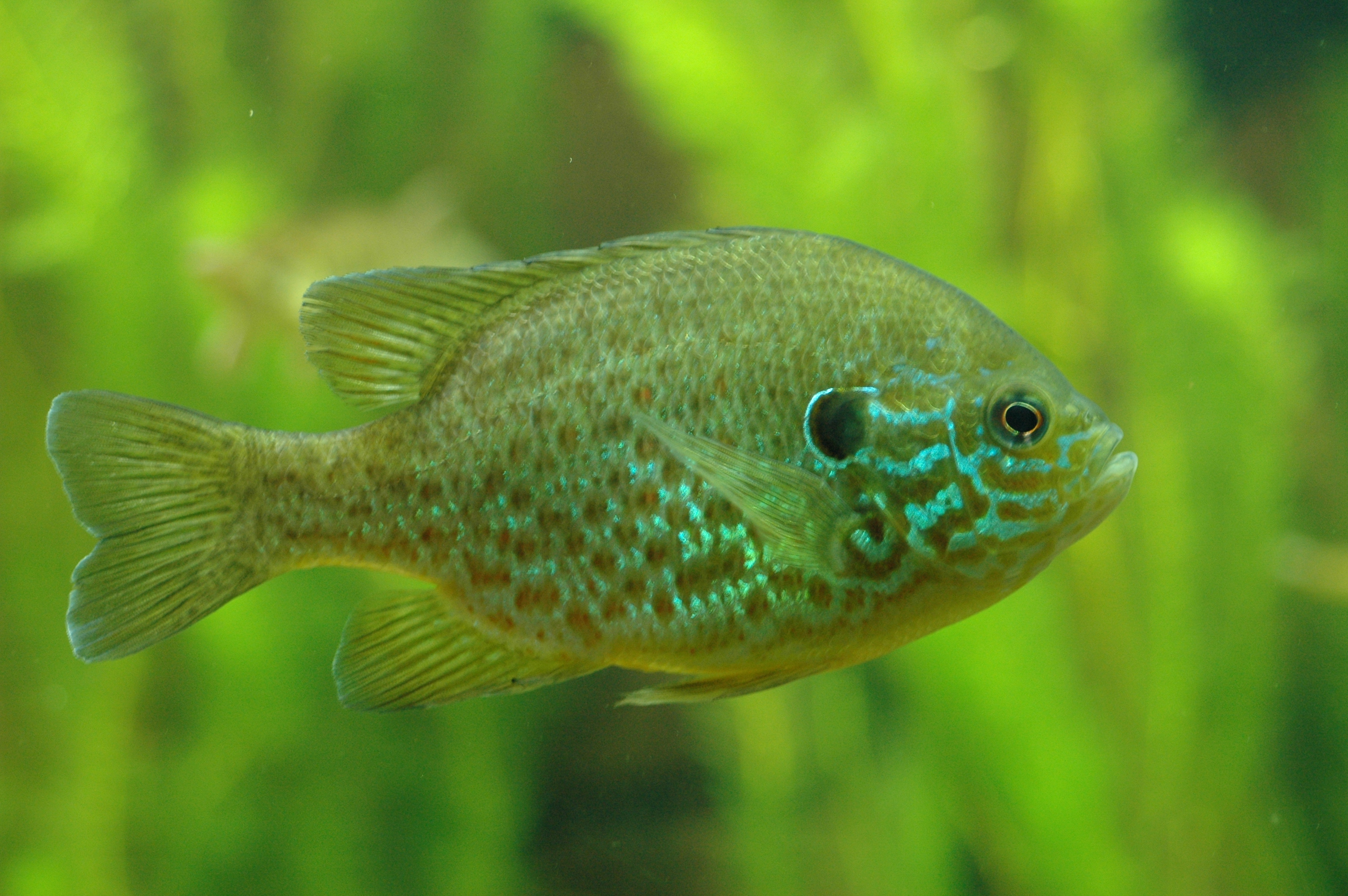
Lepomis gibbosus

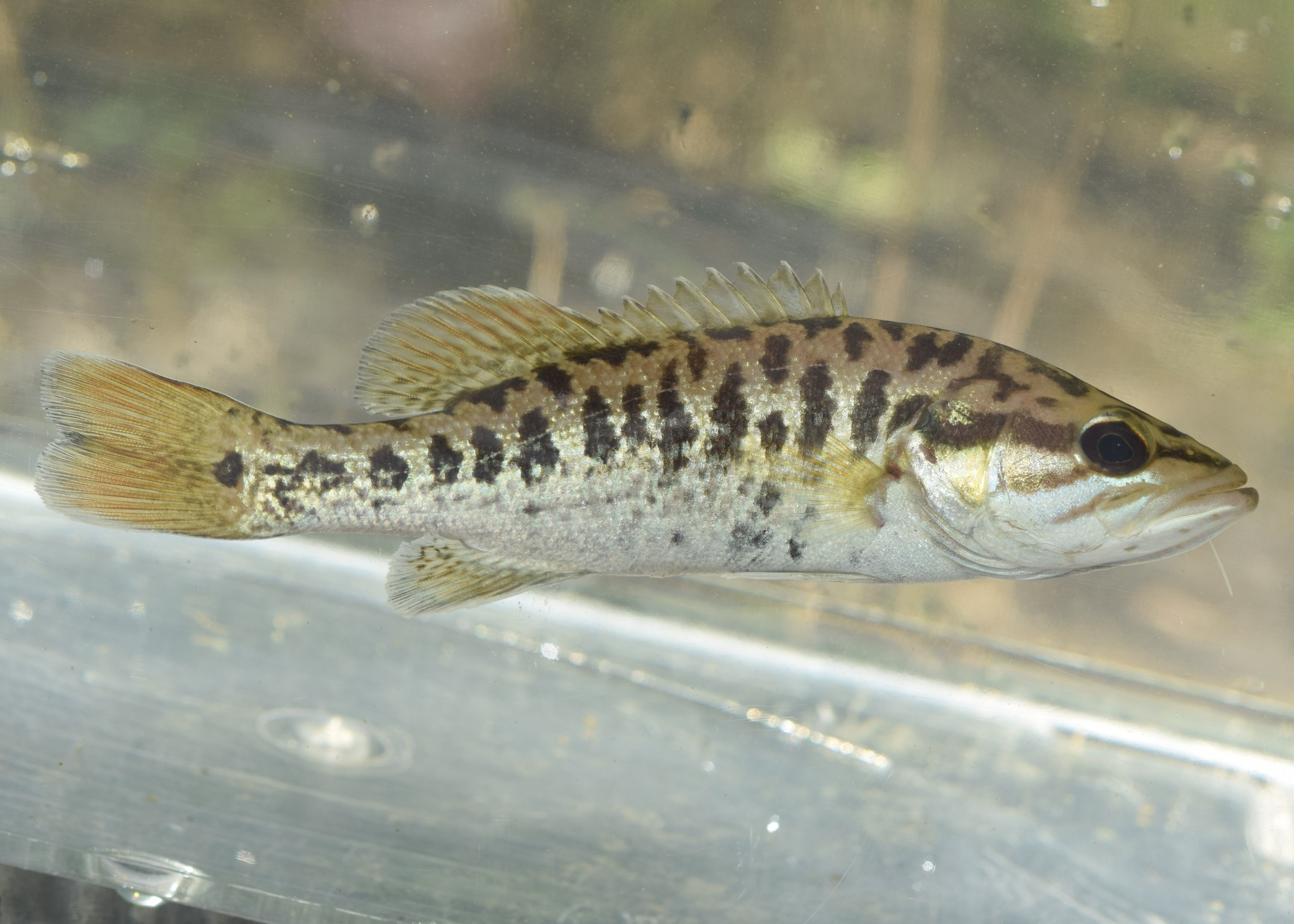
Rotaugenbarsch (Micropterus coosae)

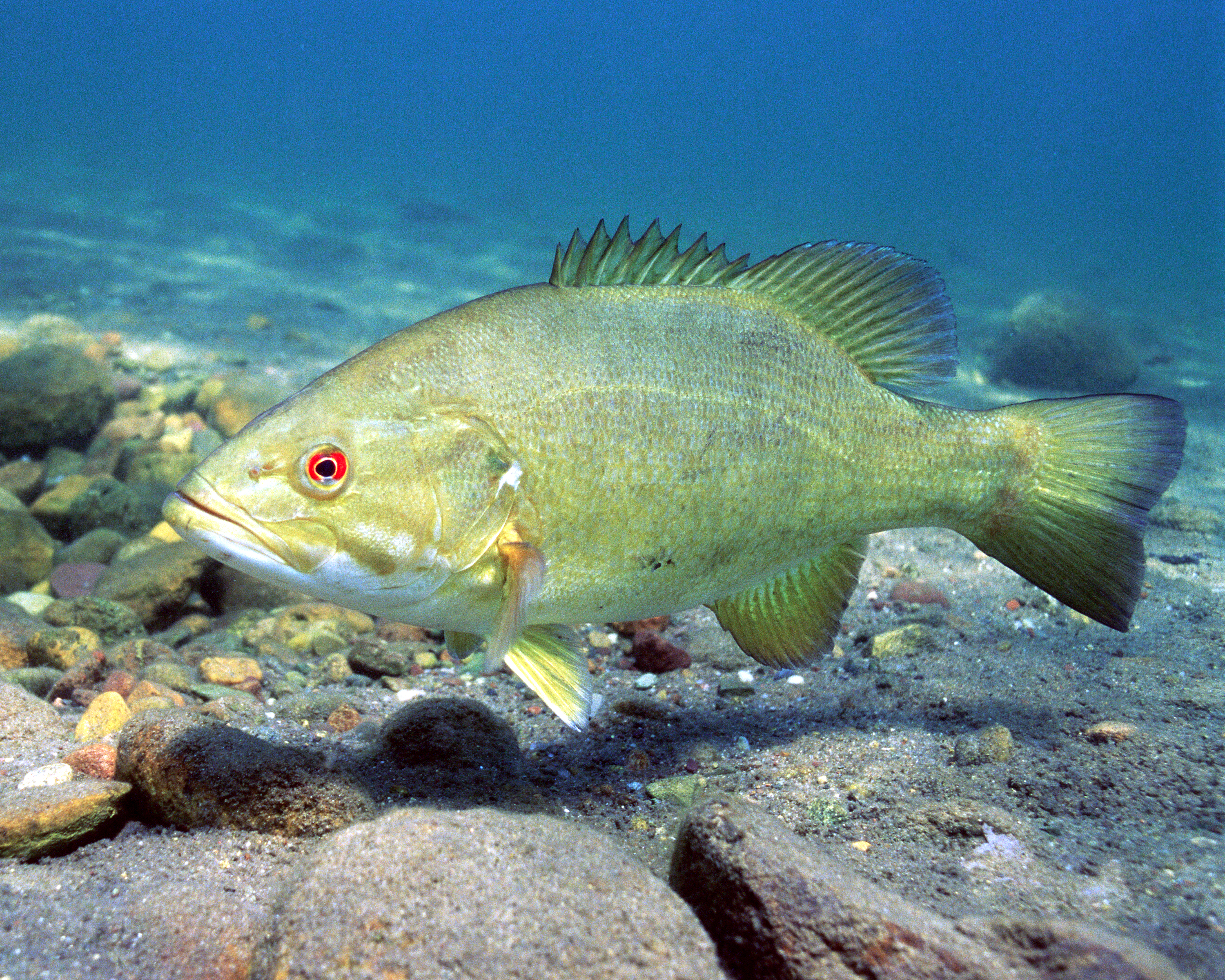
Micropterus dolomieu

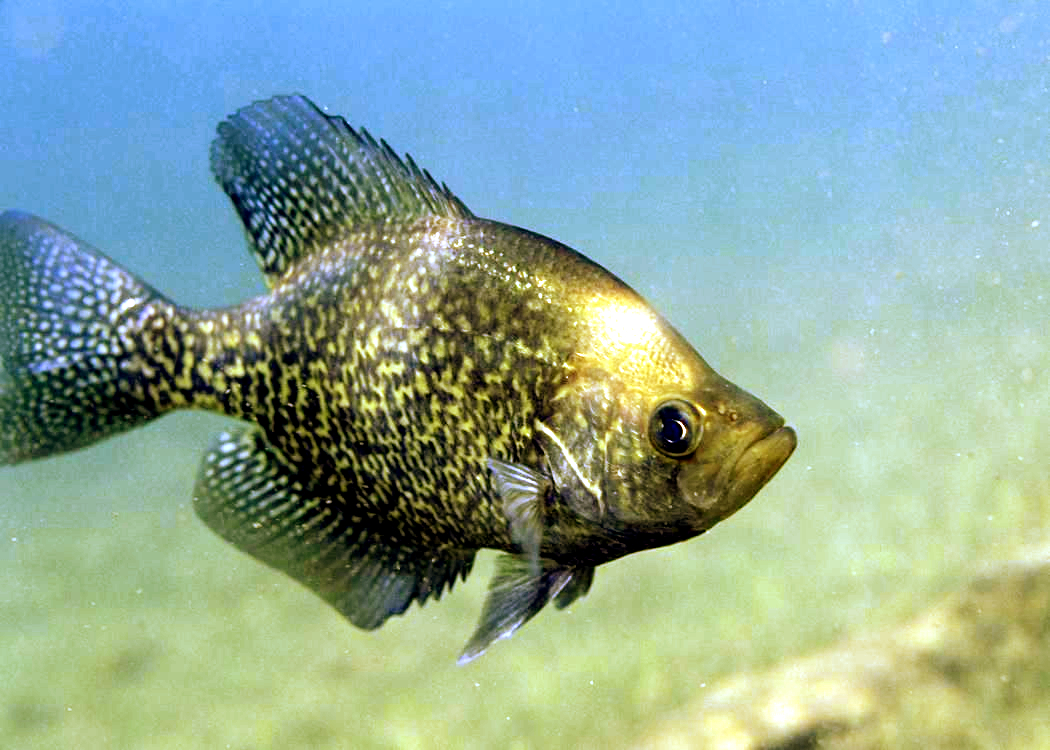
Pomoxis nigromaculatus

Die Sonnenbarsche sind eine recht alte Gruppe, deren ältester bekannter Vertreter Centrarchites bereits im Eozän lebte. Genetische Untersuchungen von Roe, Harris und Mayden haben ergeben, dass es sich um ein monophyletisches Taxon handelt. Bereits 1877 wurden die Sonnenbarsche in drei Unterfamilien unterteilt. Der amerikanische Ichthyologe Joseph S. Nelson gibt in seinem Standardwerk zur Fischsystematik Fishes of the World in Übernahme der phylogenetischen Studie von Roe, Harris und Mayden zwei Unterfamilien an, Centrarchinae für Ambloplites, Archoplites, Centrarchus, Enneacanthus und Pomoxis und Lepominae für Lepomis. Acantharchus und Micropterus blieben ohne Zuordnung. Die Stellung dieser Gattungen wurde erst 2021 durch Near und Kim geklärt.
- Unterfamilie Centrarchinae
  - Acantharchus
    - Ohrenbarsch (Acantharchus pomotis)

  - Ambloplites
    - Ambloplites ariommus
    - Ambloplites cavifrons
    - Ambloplites constellatus
    - Steinbarsch (Ambloplites rupestris)

  - Archoplites
    - Archoplites interruptus

  - Centrarchus
    - Pfauenaugensonnenbarsch (Centrarchus macropterus)

  - Enneacanthus
    - Scheibenbarsch (Enneacanthus chaetodon)
    - Kiemenfleck-Diamantbarsch (Enneacanthus gloriosus)
    - Diamantbarsch, Schwarzgebänderter Sonnenbarsch (Enneacanthus obesus)

  - Pomoxis
    - Pomoxis annularis
    - Schwarzflecken-Sonnenbarsch (Pomoxis nigromaculatus)
- Unterfamilie Lepominae
  - Lepomis
    - Rotbrust-Sonnenbarsch (Lepomis auritus)
    - Grasbarsch, Grüner Sonnenbarsch (Lepomis cyanellus)
    - Gemeiner Sonnenbarsch, Kürbiskernbarsch (Lepomis gibbosus)
    - Lepomis gulosus (früher Chaenobryttus gulosus)
    - Orangegefleckter Sonnenbarsch (Lepomis humilis)
    - Blauer Sonnenbarsch (Lepomis macrochirus)
    - Lepomis marginatus
    - Großohriger Sonnenbarsch (Lepomis megalotis)
    - Rotohr-Sonnenbarsch (Lepomis microlophus)
    - Rotgepunkteter Sonnenbarsch (Lepomis miniatus)
    - Gepunkteter Sonnenbarsch (Lepomis punctatus)
    - Bantam-Sonnenbarsch (Lepomis symmetricus)

  - Micropterus
    - Micropterus cahabae Baker et al., 2013
    - Micropterus cataractae
    - Micropterus chattahoochae Baker et al., 2013
    - Micropterus haiaka Tringali et al., 2013
    - Rotaugenbarsch (Micropterus coosae)
    - Schwarzbarsch (Micropterus dolomieu)
    - Micropterus notius
    - Gepunkteter Barsch (Micropterus punctulatus)
    - Forellenbarsch (Micropterus salmoides)
    - Micropterus tallapoosae Baker et al., 2013
    - Micropterus treculii
    - Micropterus warriorensis Baker et al., 2013

Das folgende Kladogramm nach Near u. Kim (2021) zeigt die verwandtschaftlichen Beziehungen der verschiedenen Sonnenbarschgattungen zueinander:
|  | Pomoxis                                                     |
|  |                                                             |
|  | \| \| Ambloplites \| \| \| \| \| \| Archoplites \| \| \| \| |
|  |                                                             |
|  | Ambloplites                                                 |
|  |                                                             |
|  | Archoplites                                                 |
|  |                                                             |

|  | Ambloplites |
|  |             |
|  | Archoplites |
|  |             |

|  | Pomoxis                                                     |
|  |                                                             |
|  | \| \| Ambloplites \| \| \| \| \| \| Archoplites \| \| \| \| |
|  |                                                             |
|  | Ambloplites                                                 |
|  |                                                             |
|  | Archoplites                                                 |
|  |                                                             |

|  | Ambloplites |
|  |             |
|  | Archoplites |
|  |             |

|  | Pomoxis                                                     |
|  |                                                             |
|  | \| \| Ambloplites \| \| \| \| \| \| Archoplites \| \| \| \| |
|  |                                                             |
|  | Ambloplites                                                 |
|  |                                                             |
|  | Archoplites                                                 |
|  |                                                             |

|  | Ambloplites |
|  |             |
|  | Archoplites |
|  |             |

|  | Pomoxis                                                     |
|  |                                                             |
|  | \| \| Ambloplites \| \| \| \| \| \| Archoplites \| \| \| \| |
|  |                                                             |
|  | Ambloplites                                                 |
|  |                                                             |
|  | Archoplites                                                 |
|  |                                                             |

|  | Ambloplites |
|  |             |
|  | Archoplites |
|  |             |

|  | Pomoxis                                                     |
|  |                                                             |
|  | \| \| Ambloplites \| \| \| \| \| \| Archoplites \| \| \| \| |
|  |                                                             |
|  | Ambloplites                                                 |
|  |                                                             |
|  | Archoplites                                                 |
|  |                                                             |

|  | Ambloplites |
|  |             |
|  | Archoplites |
|  |             |

|  | Pomoxis                                                     |
|  |                                                             |
|  | \| \| Ambloplites \| \| \| \| \| \| Archoplites \| \| \| \| |
|  |                                                             |
|  | Ambloplites                                                 |
|  |                                                             |
|  | Archoplites                                                 |
|  |                                                             |

|  | Ambloplites |
|  |             |
|  | Archoplites |
|  |             |

|  | Pomoxis                                                     |
|  |                                                             |
|  | \| \| Ambloplites \| \| \| \| \| \| Archoplites \| \| \| \| |
|  |                                                             |
|  | Ambloplites                                                 |
|  |                                                             |
|  | Archoplites                                                 |
|  |                                                             |

|  | Ambloplites |
|  |             |
|  | Archoplites |
|  |             |

|  | Pomoxis                                                     |
|  |                                                             |
|  | \| \| Ambloplites \| \| \| \| \| \| Archoplites \| \| \| \| |
|  |                                                             |
|  | Ambloplites                                                 |
|  |                                                             |
|  | Archoplites                                                 |
|  |                                                             |

|  | Ambloplites |
|  |             |
|  | Archoplites |
|  |             |

|  | Lepomis     |
|  |             |
|  | Micropterus |
|  |             |

|  | Pomoxis                                                     |
|  |                                                             |
|  | \| \| Ambloplites \| \| \| \| \| \| Archoplites \| \| \| \| |
|  |                                                             |
|  | Ambloplites                                                 |
|  |                                                             |
|  | Archoplites                                                 |
|  |                                                             |

|  | Ambloplites |
|  |             |
|  | Archoplites |
|  |             |

|  | Pomoxis                                                     |
|  |                                                             |
|  | \| \| Ambloplites \| \| \| \| \| \| Archoplites \| \| \| \| |
|  |                                                             |
|  | Ambloplites                                                 |
|  |                                                             |
|  | Archoplites                                                 |
|  |                                                             |

|  | Ambloplites |
|  |             |
|  | Archoplites |
|  |             |

|  | Pomoxis                                                     |
|  |                                                             |
|  | \| \| Ambloplites \| \| \| \| \| \| Archoplites \| \| \| \| |
|  |                                                             |
|  | Ambloplites                                                 |
|  |                                                             |
|  | Archoplites                                                 |
|  |                                                             |

|  | Ambloplites |
|  |             |
|  | Archoplites |
|  |             |

|  | Pomoxis                                                     |
|  |                                                             |
|  | \| \| Ambloplites \| \| \| \| \| \| Archoplites \| \| \| \| |
|  |                                                             |
|  | Ambloplites                                                 |
|  |                                                             |
|  | Archoplites                                                 |
|  |                                                             |

|  | Ambloplites |
|  |             |
|  | Archoplites |
|  |             |

|  | Pomoxis                                                     |
|  |                                                             |
|  | \| \| Ambloplites \| \| \| \| \| \| Archoplites \| \| \| \| |
|  |                                                             |
|  | Ambloplites                                                 |
|  |                                                             |
|  | Archoplites                                                 |
|  |                                                             |

|  | Ambloplites |
|  |             |
|  | Archoplites |
|  |             |

|  | Pomoxis                                                     |
|  |                                                             |
|  | \| \| Ambloplites \| \| \| \| \| \| Archoplites \| \| \| \| |
|  |                                                             |
|  | Ambloplites                                                 |
|  |                                                             |
|  | Archoplites                                                 |
|  |                                                             |

|  | Ambloplites |
|  |             |
|  | Archoplites |
|  |             |

|  | Pomoxis                                                     |
|  |                                                             |
|  | \| \| Ambloplites \| \| \| \| \| \| Archoplites \| \| \| \| |
|  |                                                             |
|  | Ambloplites                                                 |
|  |                                                             |
|  | Archoplites                                                 |
|  |                                                             |

|  | Ambloplites |
|  |             |
|  | Archoplites |
|  |             |

|  | Pomoxis                                                     |
|  |                                                             |
|  | \| \| Ambloplites \| \| \| \| \| \| Archoplites \| \| \| \| |
|  |                                                             |
|  | Ambloplites                                                 |
|  |                                                             |
|  | Archoplites                                                 |
|  |                                                             |

|  | Ambloplites |
|  |             |
|  | Archoplites |
|  |             |

|  | Lepomis     |
|  |             |
|  | Micropterus |
|  |             |

## Äußere Systematik
Sonnenbarsche wurden traditionell den Barschartigen (Perciformes) zugeordnet. Die in den 1980er Jahren und davor in die Familie der Sonnenbarsche gestellten Zwergschwarzbarsche (Elassoma) wurden ab 1962 zunehmend als eine eigenständige Familie betrachtet und Sonnenbarsche und Zwergschwarzbarsche später sogar in unterschiedlichen Unterordnungen innerhalb der Barschartige eingeordnet. Neue molekularbiologische Untersuchungen zeigen jedoch, dass Sonnen- und Zwergschwarzbarsche nah miteinander verwandt und Schwestergruppen sind, während sie mit den Echten Barschen (Percidae) nur entfernt verwandt sind. Das Team des Ichthyologen Thomas J. Near und das des Fischsystematikspezialisten Ricardo Betancur-R. ordneten Sonnen- und Zwergschwarzbarsche deshalb der schon im 19. Jahrhundert durch den deutsch-niederländischen Zoologen Max Carl Wilhelm Weber und den niederländischen Biologen Lieven Ferdinand de Beaufort aufgestellten und nach den Sonnenbarschen benannten Ordnung Centrarchiformes zu.
Das folgende vereinfachte Kladogramm zeigt die Stellung der Sonnenbarsche innerhalb der Ordnung Centrarchiformes nach Near et al. (2013):
|  | \| \| Flaggenschwänze (Kuhliidae) \| \| \| \| \| \| Grunzbarsche (Terapontidae) \| \| \| \| |
|  |                                                                                             |
|  | Steuerbarsche (Kyphosidae)                                                                  |
|  |                                                                                             |
|  | Flaggenschwänze (Kuhliidae)                                                                 |
|  |                                                                                             |
|  | Grunzbarsche (Terapontidae)                                                                 |
|  |                                                                                             |

|  | Flaggenschwänze (Kuhliidae) |
|  |                             |
|  | Grunzbarsche (Terapontidae) |
|  |                             |

|  | \| \| Flaggenschwänze (Kuhliidae) \| \| \| \| \| \| Grunzbarsche (Terapontidae) \| \| \| \| |
|  |                                                                                             |
|  | Steuerbarsche (Kyphosidae)                                                                  |
|  |                                                                                             |
|  | Flaggenschwänze (Kuhliidae)                                                                 |
|  |                                                                                             |
|  | Grunzbarsche (Terapontidae)                                                                 |
|  |                                                                                             |

|  | Flaggenschwänze (Kuhliidae) |
|  |                             |
|  | Grunzbarsche (Terapontidae) |
|  |                             |

|  | \| \| Flaggenschwänze (Kuhliidae) \| \| \| \| \| \| Grunzbarsche (Terapontidae) \| \| \| \| |
|  |                                                                                             |
|  | Steuerbarsche (Kyphosidae)                                                                  |
|  |                                                                                             |
|  | Flaggenschwänze (Kuhliidae)                                                                 |
|  |                                                                                             |
|  | Grunzbarsche (Terapontidae)                                                                 |
|  |                                                                                             |

|  | Flaggenschwänze (Kuhliidae) |
|  |                             |
|  | Grunzbarsche (Terapontidae) |
|  |                             |

|  | \| \| Flaggenschwänze (Kuhliidae) \| \| \| \| \| \| Grunzbarsche (Terapontidae) \| \| \| \| |
|  |                                                                                             |
|  | Steuerbarsche (Kyphosidae)                                                                  |
|  |                                                                                             |
|  | Flaggenschwänze (Kuhliidae)                                                                 |
|  |                                                                                             |
|  | Grunzbarsche (Terapontidae)                                                                 |
|  |                                                                                             |

|  | Flaggenschwänze (Kuhliidae) |
|  |                             |
|  | Grunzbarsche (Terapontidae) |
|  |                             |

|  | Percalatidae |
|  | |
|  | \| \| Doppel-Rückenflosser (Enoplosidae) \| \| \| \| \| \| Dorschbarsche (Percichthyidae) incl. Südbarsche (Percilia) \| \| \| \| |
|  | |
|  | Doppel-Rückenflosser (Enoplosidae)                                                                                                |
|  | |
|  | Dorschbarsche (Percichthyidae) incl. Südbarsche (Percilia)                                                                        |
|  | |

|  | Doppel-Rückenflosser (Enoplosidae)                         |
|  |                                                            |
|  | Dorschbarsche (Percichthyidae) incl. Südbarsche (Percilia) |
|  |                                                            |

|  | Sinipercidae                                                                                          |
|  | |
|  | \| \| Zwergschwarzbarsche (Elassomatidae) \| \| \| \| \| \| Sonnenbarsche (Centrarchidae) \| \| \| \| |
|  | |
|  | Zwergschwarzbarsche (Elassomatidae)                                                                   |
|  | |
|  | Sonnenbarsche (Centrarchidae)                                                                         |
|  | |

|  | Zwergschwarzbarsche (Elassomatidae) |
|  |                                     |
|  | Sonnenbarsche (Centrarchidae)       |
|  |                                     |

|  | Sinipercidae                                                                                          |
|  | |
|  | \| \| Zwergschwarzbarsche (Elassomatidae) \| \| \| \| \| \| Sonnenbarsche (Centrarchidae) \| \| \| \| |
|  | |
|  | Zwergschwarzbarsche (Elassomatidae)                                                                   |
|  | |
|  | Sonnenbarsche (Centrarchidae)                                                                         |
|  | |

|  | Zwergschwarzbarsche (Elassomatidae) |
|  |                                     |
|  | Sonnenbarsche (Centrarchidae)       |
|  |                                     |

|  | Percalatidae |
|  | |
|  | \| \| Doppel-Rückenflosser (Enoplosidae) \| \| \| \| \| \| Dorschbarsche (Percichthyidae) incl. Südbarsche (Percilia) \| \| \| \| |
|  | |
|  | Doppel-Rückenflosser (Enoplosidae)                                                                                                |
|  | |
|  | Dorschbarsche (Percichthyidae) incl. Südbarsche (Percilia)                                                                        |
|  | |

|  | Doppel-Rückenflosser (Enoplosidae)                         |
|  |                                                            |
|  | Dorschbarsche (Percichthyidae) incl. Südbarsche (Percilia) |
|  |                                                            |

|  | Sinipercidae                                                                                          |
|  | |
|  | \| \| Zwergschwarzbarsche (Elassomatidae) \| \| \| \| \| \| Sonnenbarsche (Centrarchidae) \| \| \| \| |
|  | |
|  | Zwergschwarzbarsche (Elassomatidae)                                                                   |
|  | |
|  | Sonnenbarsche (Centrarchidae)                                                                         |
|  | |

|  | Zwergschwarzbarsche (Elassomatidae) |
|  |                                     |
|  | Sonnenbarsche (Centrarchidae)       |
|  |                                     |

|  | Sinipercidae                                                                                          |
|  | |
|  | \| \| Zwergschwarzbarsche (Elassomatidae) \| \| \| \| \| \| Sonnenbarsche (Centrarchidae) \| \| \| \| |
|  | |
|  | Zwergschwarzbarsche (Elassomatidae)                                                                   |
|  | |
|  | Sonnenbarsche (Centrarchidae)                                                                         |
|  | |

|  | Zwergschwarzbarsche (Elassomatidae) |
|  |                                     |
|  | Sonnenbarsche (Centrarchidae)       |
|  |                                     |

|  | \| \| Flaggenschwänze (Kuhliidae) \| \| \| \| \| \| Grunzbarsche (Terapontidae) \| \| \| \| |
|  |                                                                                             |
|  | Steuerbarsche (Kyphosidae)                                                                  |
|  |                                                                                             |
|  | Flaggenschwänze (Kuhliidae)                                                                 |
|  |                                                                                             |
|  | Grunzbarsche (Terapontidae)                                                                 |
|  |                                                                                             |

|  | Flaggenschwänze (Kuhliidae) |
|  |                             |
|  | Grunzbarsche (Terapontidae) |
|  |                             |

|  | \| \| Flaggenschwänze (Kuhliidae) \| \| \| \| \| \| Grunzbarsche (Terapontidae) \| \| \| \| |
|  |                                                                                             |
|  | Steuerbarsche (Kyphosidae)                                                                  |
|  |                                                                                             |
|  | Flaggenschwänze (Kuhliidae)                                                                 |
|  |                                                                                             |
|  | Grunzbarsche (Terapontidae)                                                                 |
|  |                                                                                             |

|  | Flaggenschwänze (Kuhliidae) |
|  |                             |
|  | Grunzbarsche (Terapontidae) |
|  |                             |

|  | \| \| Flaggenschwänze (Kuhliidae) \| \| \| \| \| \| Grunzbarsche (Terapontidae) \| \| \| \| |
|  |                                                                                             |
|  | Steuerbarsche (Kyphosidae)                                                                  |
|  |                                                                                             |
|  | Flaggenschwänze (Kuhliidae)                                                                 |
|  |                                                                                             |
|  | Grunzbarsche (Terapontidae)                                                                 |
|  |                                                                                             |

|  | Flaggenschwänze (Kuhliidae) |
|  |                             |
|  | Grunzbarsche (Terapontidae) |
|  |                             |

|  | \| \| Flaggenschwänze (Kuhliidae) \| \| \| \| \| \| Grunzbarsche (Terapontidae) \| \| \| \| |
|  |                                                                                             |
|  | Steuerbarsche (Kyphosidae)                                                                  |
|  |                                                                                             |
|  | Flaggenschwänze (Kuhliidae)                                                                 |
|  |                                                                                             |
|  | Grunzbarsche (Terapontidae)                                                                 |
|  |                                                                                             |

|  | Flaggenschwänze (Kuhliidae) |
|  |                             |
|  | Grunzbarsche (Terapontidae) |
|  |                             |

|  | Percalatidae |
|  | |
|  | \| \| Doppel-Rückenflosser (Enoplosidae) \| \| \| \| \| \| Dorschbarsche (Percichthyidae) incl. Südbarsche (Percilia) \| \| \| \| |
|  | |
|  | Doppel-Rückenflosser (Enoplosidae)                                                                                                |
|  | |
|  | Dorschbarsche (Percichthyidae) incl. Südbarsche (Percilia)                                                                        |
|  | |

|  | Doppel-Rückenflosser (Enoplosidae)                         |
|  |                                                            |
|  | Dorschbarsche (Percichthyidae) incl. Südbarsche (Percilia) |
|  |                                                            |

|  | Sinipercidae                                                                                          |
|  | |
|  | \| \| Zwergschwarzbarsche (Elassomatidae) \| \| \| \| \| \| Sonnenbarsche (Centrarchidae) \| \| \| \| |
|  | |
|  | Zwergschwarzbarsche (Elassomatidae)                                                                   |
|  | |
|  | Sonnenbarsche (Centrarchidae)                                                                         |
|  | |

|  | Zwergschwarzbarsche (Elassomatidae) |
|  |                                     |
|  | Sonnenbarsche (Centrarchidae)       |
|  |                                     |

|  | Sinipercidae                                                                                          |
|  | |
|  | \| \| Zwergschwarzbarsche (Elassomatidae) \| \| \| \| \| \| Sonnenbarsche (Centrarchidae) \| \| \| \| |
|  | |
|  | Zwergschwarzbarsche (Elassomatidae)                                                                   |
|  | |
|  | Sonnenbarsche (Centrarchidae)                                                                         |
|  | |

|  | Zwergschwarzbarsche (Elassomatidae) |
|  |                                     |
|  | Sonnenbarsche (Centrarchidae)       |
|  |                                     |

|  | Percalatidae |
|  | |
|  | \| \| Doppel-Rückenflosser (Enoplosidae) \| \| \| \| \| \| Dorschbarsche (Percichthyidae) incl. Südbarsche (Percilia) \| \| \| \| |
|  | |
|  | Doppel-Rückenflosser (Enoplosidae)                                                                                                |
|  | |
|  | Dorschbarsche (Percichthyidae) incl. Südbarsche (Percilia)                                                                        |
|  | |

|  | Doppel-Rückenflosser (Enoplosidae)                         |
|  |                                                            |
|  | Dorschbarsche (Percichthyidae) incl. Südbarsche (Percilia) |
|  |                                                            |

|  | Sinipercidae                                                                                          |
|  | |
|  | \| \| Zwergschwarzbarsche (Elassomatidae) \| \| \| \| \| \| Sonnenbarsche (Centrarchidae) \| \| \| \| |
|  | |
|  | Zwergschwarzbarsche (Elassomatidae)                                                                   |
|  | |
|  | Sonnenbarsche (Centrarchidae)                                                                         |
|  | |

|  | Zwergschwarzbarsche (Elassomatidae) |
|  |                                     |
|  | Sonnenbarsche (Centrarchidae)       |
|  |                                     |

|  | Sinipercidae                                                                                          |
|  | |
|  | \| \| Zwergschwarzbarsche (Elassomatidae) \| \| \| \| \| \| Sonnenbarsche (Centrarchidae) \| \| \| \| |
|  | |
|  | Zwergschwarzbarsche (Elassomatidae)                                                                   |
|  | |
|  | Sonnenbarsche (Centrarchidae)                                                                         |
|  | |

|  | Zwergschwarzbarsche (Elassomatidae) |
|  |                                     |
|  | Sonnenbarsche (Centrarchidae)       |
|  |                                     |

## Mensch und Sonnenbarsche

### Aquarienhaltung
Sonnenbarsche benötigen zur Pflege gut bepflanzte Aquarien mit Unterständen und sauberes, sauerstoffreiches, abgestandenes Wasser. Durchlüftung ist zu empfehlen. Alte Tiere erweisen sich gegenüber jähen Milieuveränderungen empfindlich (anfällig für Hautkrankheiten), das Wasser ist deshalb des Öfteren zu wechseln. In die Becken sollte natürliches Sonnenlicht einfallen können.
Sonnenbarsche verhalten sich ruhig, und manche Arten erwecken einen intelligenten Eindruck, indem sie zum Beispiel ihren Pfleger erkennen lernen. Sonnenbarsche sind Raubfische, sind aber mit gleich großen Fischen verträglich. Zur Vergesellschaftung eignen sich vor allem große Oberflächenfische.
Die Fische sollten kühl, um 10 bis 15 °C, überwintert werden. In dieser Zeit fressen sie weniger bis gar nicht und schränken ihre Aktivität stark ein. Alle Arten sind empfindlich gegen plötzliche Änderungen der Wasserqualität und -temperatur und anfällig gegen Medikamente.
Sie bevorzugen Lebendfutter (beispielsweise Fliegen, Grashüpfer, Würmer und Wasserschnecken), fressen aber auch Trockenfutter oder Gefrorenes.

### Zucht
Alle Arten betreiben eine sehr intensive Brutpflege, was die Aufzucht sehr vereinfacht. Manche Arten lassen sich nur im Zimmeraquarium, andere nur im Freiland züchten. Viele Arten sind winterhart, allerdings sollte ein Zufrieren des Gewässers verhindert werden. Die besten Ergebnisse bei der Fortpflanzung der Tiere, die winterhart sind, erzielt man, wenn man eine kleine Gruppe im Herbst in einen Freilandteich setzt und der Natur im folgenden Frühjahr ihren Lauf lässt. Die Fortpflanzung kann auch durch kühle Überwinterung angeregt werden. Bei Aquarienhaltung ist es am besten, das Weibchen nach dem Laichakt zu entfernen. Bei guter Fütterung laichen die Paare nach sechs bis acht Wochen erneut. Je Gelege können bis zu tausend Nachkommen entstehen.
Einige Arten sind untereinander fortpflanzungsfähig, wobei viele Kreuzungen nicht steril sind und oft größer als die Elternarten werden.